# جون بيكر (عسكري)
جون بيكر (بالإنجليزية: John Baker)‏ هو عسكري أسترالي، ولد في 24 فبراير 1936 في ملبورن في أستراليا، وتوفي في 9 يوليو 2007 في كانبرا في أستراليا.